# Venera 6

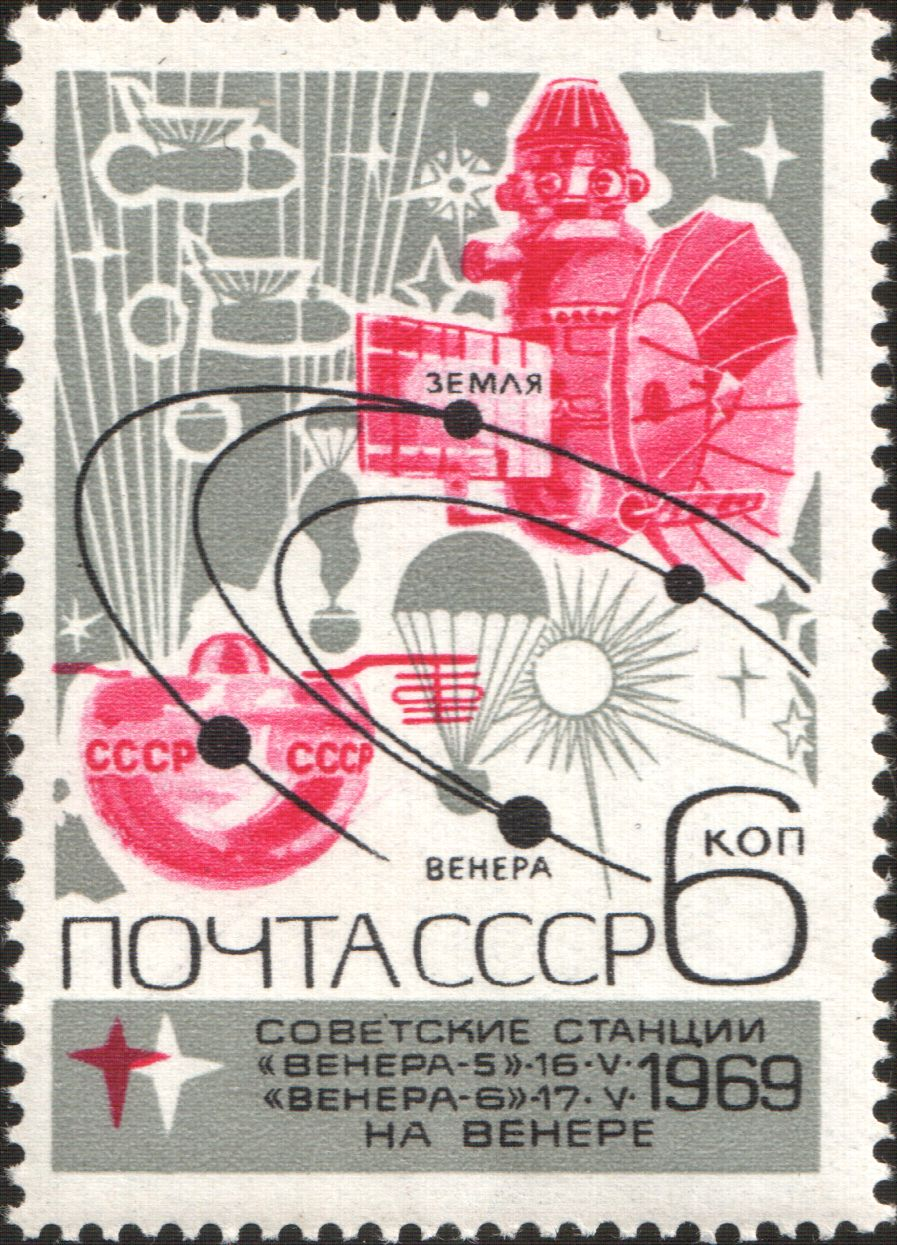
Sello conmemorativo de la misión conjunta Venera 5 y 6.

La Venera 6 (en ruso: Венера-6)  fue una sonda espacial soviética, lanzada el 10 de enero de 1969 desde el cosmódromo de Baikonur a bordo de un cohete Mólniya 8K78, para estudiar la atmósfera del planeta Venus. La Venera 6 fue muy similar a sus predecesoras, y era idéntica a la Venera 5, lanzada cinco días antes. Tenía un peso en seco de 1130 kg y contaba con un módulo de descenso de 410 kg.
Tras un viaje de cinco meses, la Venera 6 entró en órbita alrededor de Venus el 17 de mayo. Mientras el orbitador permanecía en el espacio, se envió una cápsula con instrumental científico, que descendió frenada por un paracaídas. La cápsula penetró en la atmósfera sobre las coordenadas 5°S 23°E. Durante el descenso, que duró 51 minutos, la nave recopiló y transmitió datos acerca de la atmósfera de Venus.
La cápsula que descendió a la superficie portaba un medallón con el escudo de armas de URSS